# چوکورجا (صندوق‌لی)
چوکورجا (به ترکی استانبولی: Çukurca) یک منطقهٔ مسکونی در ترکیه است که در صندوق‌لی واقع شده‌است.